# Texaco/Havoline Houston Grand Prix 2001
Texaco/Havoline Houston Grand Prix 2001 var ett race som var den artonde deltävlingen i CART World Series 2001. Racet kördes den 7 oktober på Reliant Park i Houston, Texas. Gil de Ferran tog över mästerskapsledningen genom sin andra raka seger, samtidigt som huvudkonkurrenten Kenny Bräck slutade sjua. 

## Slutresultat
| Plats | Förare               | Team                     | Grid | Kvaltid  |
| ----- | -------------------- | ------------------------ | ---- | -------- |
| 1     | Gil de Ferran        | Marlboro Team Penske     | 1    | 59,421   |
| 2     | Dario Franchitti     | Team KOOL Green          | 6    | 1.00,433 |
| 3     | Memo Gidley          | Chip Ganassi Racing      | 23   | 1.01,611 |
| 4     | Tora Takagi          | Walker Racing            | 14   | 1.00,793 |
| 5     | Hélio Castroneves    | Marlboro Team Penske     | 4    | 1.00,063 |
| 6     | Cristiano da Matta   | Newman/Haas Racing       | 8    | 1.00,491 |
| 7     | Kenny Bräck          | Team Rahal               | 3    | 59,947   |
| 8     | Christian Fittipaldi | Newman/Haas Racing       | 13   | 1.00,681 |
| 9     | Max Papis            | Team Rahal               | 19   | 1.01,289 |
| 10    | Patrick Carpentier   | Forsythe Racing          | 20Mo | 1.01,310 |
| 11    | Jimmy Vasser         | Patrick Racing           | 24   | 1.02,129 |
| 12    | Tony Kanaan          | Mo Nunn Racing           | 10   | 1.00,548 |
| 13    | Bryan Herta          | Zakspeed/Forsythe Racing | 22   | 1.01,418 |
| 14    | Adrián Fernández     | Fernández Racing         | 15   | 1.00,861 |
| 15    | Shinji Nakano        | Fernández Racing         | 16   | 1.00,949 |
| 16    | Max Wilson           | Arciero/Brooke Racing    | 26   | 1.02,912 |
| 17    | Casey Mears          | Mo Nunn Racing           | 25   | 1.02,799 |
| 18    | Scott Dixon          | PacWest Racing           | 7    | 1.00,446 |
| 19    | Alex Tagliani        | Forsythe Racing          | 5    | 1.00,191 |
| 20    | Maurício Gugelmin    | PacWest Racing           | 9    | 1.00,502 |
| 21    | Michael Andretti     | Team Motorola            | 12   | 1.00,625 |
| 22    | Roberto Moreno       | Patrick Racing           | 11   | 1.00,612 |
| 23    | Bruno Junqueira      | Chip Ganassi Racing      | 2    | 59,943   |
| 24    | Paul Tracy           | Team KOOL Green          | 21   | 1.01,382 |
| 25    | Michel Jourdain Jr.  | Herdez Bettenhausen      | 18   | 1.01,192 |
| 26    | Oriol Servià         | Sigma Autosport          | 17   | 1.01,182 |